# 2005 dans le catholicisme
Chronologie du catholicisme
- 2001
- 2002
- 2003
- 2004
- 2005
- 2006
- 2007
- 2008
- 2009

Cet article présente les faits marquants de l'année 2005 dans le catholicisme.

## Évènements

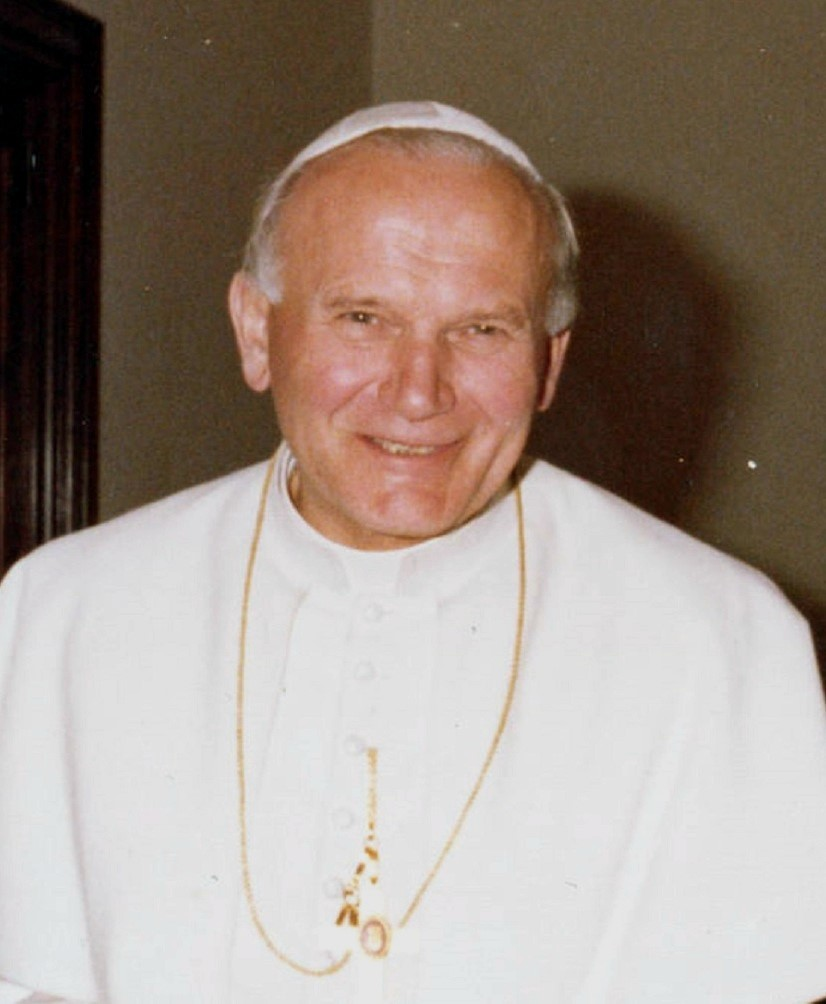
Jean-Paul II
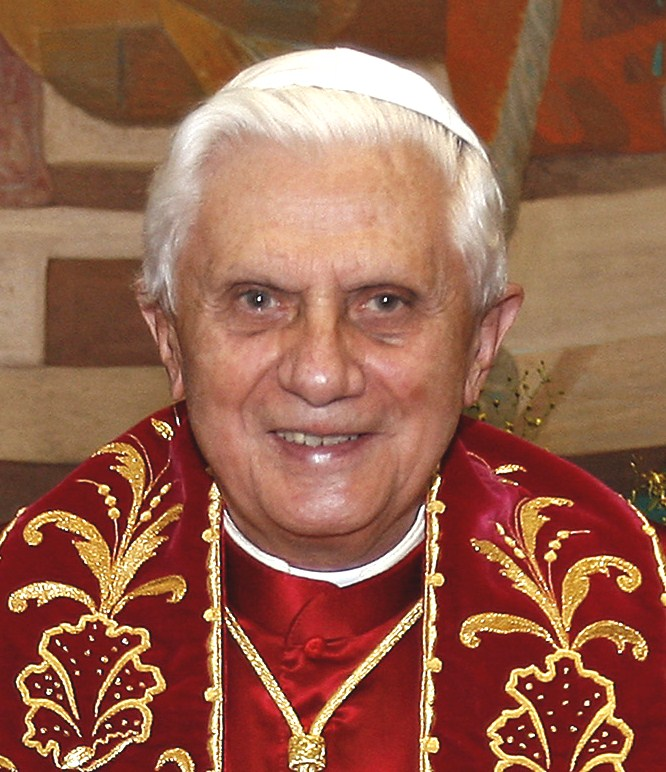
Benoît XVI

- 18 et 19 avril : conclave de 2005 consécutif au décès de Jean-Paul II et élection de Benoît XVI.
- 16 au 21 août : réunion des Journées mondiales de la jeunesse à Cologne.
- Septembre : fondation de la Société des missionnaires de la miséricorde divine par l'abbé Fabrice Loiseau.
- 2 octobre : ouverture du XIe synode des évêques sur l'Eucharistie.
- 23 octobre : canonisation de Joseph Bilczewski, Gaétan Catanoso, Sigismond Gorazdowski, Albert Hurtado et Félix de Nicosie.
- 13 novembre : béatification de Charles de Foucauld.

## Décès

### Janvier
- 10 janvier : Jan-Pieter Schotte, cardinal belge de la Curie, précédemment archevêque titulaire de Silli (de) (° 29 avril 1928)
- 15 janvier : Donna Singles, militante féministe catholique américaine (° 8 décembre 1928)

### Février
- 2 février : Armand-François Le Bourgeois, prélat français, évêque d'Autun (° 11 février 1911)
- 3 février : Corrado Bafile, cardinal italien de la Curie, précédemment archevêque titulaire d'Antioche-en-Pisidie (de) (° 4 juillet 1903)
- 13 février : Lucie dos Santos religieuse carmélite portugaise, témoin des apparitions mariales de Fátima (° 22 mars 1907)
- 22 février : Luigi Giussani, prêtre, éducateur, philosophe, théologien, fondateur  de Communion et Libération et serviteur de Dieu italien (° 15 octobre 1922)

### Avril
- 1er avril : Denijs Dille, prêtre et musicologue belge (° 21 février 1904)
- 2 avril : 
  - Stanislas Breton, prêtre, théologien et philosophe français (° 3 juin 1912)
  - Saint Jean-Paul II, 264e pape (° 18 mai 1920)

### Mai
- 21 mai : Jean-François Guérin, prêtre français, fondateur de la Communauté Saint-Martin (° 25 juillet 1929)
- 24 mai : Marian Oleś, prélat polonais, diplomate du Saint-Siège et archevêque titulaire de Ratiaria (de) (° 8 décembre 1934)
- 25 mai : Max Cloupet, prêtre, pédagogue et éducateur français (° 30 juillet 1930)

### Juin
- 10 juin : Joseph Raya, prélat libanais, archevêque de Saint-Jean-d'Acre (en) puis archevêque titulaire de Scythopolis (de) (° 15 août 1916)
- 21 juin : Jaime Sin, cardinal philippin, archevêque de Manille (° 31 août 1928)
- 22 juin : Joseph Perrot, prélat et missionnaire français, évêque de San (° 18 janvier 1921)

### Juillet
- 31 juillet : Joseph de Tinguy, prêtre et poète français (° 17 février 1907)

### Août
- 5 août : Jean Dardel, prélat français, évêque de Clermont (° 8 janvier 1920)
- 7 août : Paul Démann, prêtre hongrois venu du judaïsme, artisan du dialogue judéo-chrétien (° 18 juillet 1912)
- 16 août : Roger Schutz, religieux suisse, engagé dans l’œcuménisme, fondateur de la Communauté de Taizé, assassiné (° 12 mai 1915)
- 30 août : 
  - Paul Azy, prêtre, maître de chapelle et écrivain français (° 30 juillet 1924)
  - Jean Delorme, prêtre et bibliste français (° 17 juin 1920)

### Octobre
- 15 octobre : 
  - Giuseppe Caprio, cardinal italien de la Curie, diplomate du Saint-Siège et archevêque titulaire d'Apollonie (de) (° 15 novembre 1914)
  - François-Xavier Durrwell, prêtre rédemptoriste et théologien français (° 26 janvier 1912)

### Novembre
- 13 novembre : Charles Owen Rice, prêtre américain, activiste dans le domaine social (° 21 novembre 1908)
- 22 novembre : Paul Déjean, prêtre, enseignant, écrivain et homme politique haïtien (° 9 août 1931)
- 24 novembre : Jean-Claude Hertzog, prélat français, évêque auxiliaire de Bordeaux et évêque titulaire de Tigias (de) (° 13 septembre 1935)

### Décembre
- 3 décembre : Lucien-Emile Bardonne, prélat français, évêque de Châlons-en-Champagne (° 1er septembre 1923)
- 8 décembre : Leo Scheffczyk, cardinal et théologien allemand (° 21 février 1920)
- 20 décembre : Antoine Chavasse, prêtre et liturgiste français (° 3 mai 1909)
- 26 décembre : Pierre Angers, prêtre jésuite et enseignant québécois (° août 1912)